# Каменная Гора (Львовская область)
Каменная Гора (укр. Кам'яна Гора) — село в Добросинско-Магеровской сельской общине Львовского района Львовской области Украины.
Население по переписи 2001 года составляло 762 человека. Занимает площадь 16,73 км². Почтовый индекс — 80322. Телефонный код — 3252.